# Moiré lapon
Pour les articles homonymes, voir Moiré.
Erebia embla
Espèce
Le Moiré lapon (Erebia embla) est un lépidoptère appartenant à la famille des Nymphalidae, à la sous-famille des Satyrinae et au genre Erebia.

## Dénomination
Erebia embla a été nommé par Carl Peter Thunberg en 1791.

### Sous-espèces
- Erebia embla embla Becklin, 1791
- Erebia embla dissimulata Warren, 1931
- Erebia embla succulenta Alphéraky, 1897

## Description
Le Moiré lapon est un petit papillon marron (envergure de 25 mm) avec quatre ocelles cernés de jaune. Son revers est identique mais plus foncé.

### Chenille
Les œufs jaunes marbrés de brun donnent des chenilles couleur paille et des papillons en deux ans.
La chrysalide n'est pas connue.

## Biologie

### Période de vol et hivernation
Il vole de mai à juillet.

### Plantes hôtes
Les plantes hôtes des chenilles sont des graminées et en particulier les laiches.

## Écologie et distribution
Le Moiré lapon est présent en Finlande, dans le nord de la Suède, en Sibérie et dans les monts Altaï. Ses trois sous-espèces sont inféodées à des régions, Erebia embla embla dans l'est de la Sibérie, Erebia embla dissimulata  dans l'Altaï et Erebia embla succulenta dans l'est de la Russie.

### Biotope
Le Moiré lapon est un papillon des marécages et des tourbières près des bois de bouleaux

### Protection
Statut non connu.

### Sources
- Tuzov et al. 1997 Guide to the butterflies of Russia and adjacent territories. Pensoft, Sofia Moscow).